# Ghetto (Danmark)
Særligt udsatte almene boligområder eller ghetto är benämningen som myndigheter i Danmark använder om områden vars befolkning uppfyller ett antal kriterier som omfattar arbetslöshet, kriminalitet, etnisk härkomst, utbildningsnivå och inkomstnivå. En lista (danska: Ghettolisten) publiceras årligen av Transport-, Bygnings- og Boligministeriet(da).

## Urvalskriterier

### Före 2018
Ett område skall omfatta minst 1000 boende för att komma ifråga för att inkluderas. Av de fem kriterierna (2017 års kriterier) nedan skulle tre vara uppfyllda:
- Andelen 16-84-åriga utan anknytning till arbetsmarknaden eller utbildning överstiger 40 % i genomsnitt minst två år i rad.[2]
- Andelen invandrare och efterkommare från icke-västliga länder överstiger 50 %.[2]
- Antal dömda för överträdelser av strafflagen, vapenlagen eller narkotikalagen överstiger 2,7 % av befolkningen (som är äldre än 18 år) minst två år i rad.[2]
- Andelen av befolkningen som är i åldrarna 30-59 år och som endast har grundskola eller okänd utbildning överstiger 50 % av samtliga boende i alla åldersgrupper.[2]
- Den genomsnittliga inkomsten är lägre än 55 % av den genomsnittliga inkomstnivån för samma grupp i regionen.[2]

I december år 2017 fanns 22 bostadsområden på listan.

### 2018 års kriterieändring
År 2018 ändrades kriterierna. Av de fem kriterierna skall tre vara uppfyllda:
- Många av områdets invånare saknar arbete eller utbildning. Endast utbildningar godkända i Danmark räknas.[3]
- Många av områdets invånare har folkeskole som högsta utbildningsnivå.[3]
- Många av områdets invånare har låg inkomst.[3]
- Många av områdets invånare har blivit dömda för kriminalitet, tre gånger flera än riksgenomsnittet.[3]
- Fler än hälften av områdets invånare är icke-västliga invandrare eller efterkommande.[3]

Åtta områden tillfogades listan som därmed omfattade 30 områden. I en rundringning till borgmästarna i de 13 danska kommuner som hade ett ghettoområde tyckte de flesta att det var för svårt för ett område att bli avklassificerat.
2020 års lista omfattade 15 områden.

#### Hårt ghetto
Områden som funnits på listan fem år i rad klassificeras som hård ghetto. Enligt 2020 års lista publicerad 1 december 2020 fanns 13 områden på listan över hårda ghetton. Fyra områden ströks ur listan och tre lades till.
Som en åtgärd föreslogs att andelen allmännyttiga bostäder i områdena skall minskas till 40 % innan år 2030. Som en följd av det beslutade sig Århus kommun för att riva några av allmännyttiga bostäder: 400 bostäder i Gellerupparken och 200 bostäder i Toveshøj. Utöver det ska 1166 renoveras och 903 privatbostäder uppföras.

#### Utsatt område
Ett område som uppfyller två av de fyra kriterierna gällande arbetsmarknad, kriminalitet och utbildning klassificeras som "utsatt område" (danska: udsat boligområde). Dessa var 43 i 2018 års lista. 2020 års lista räknade 25 områden.

## Gettopaketet
Sedan tidigt 2000-tal har man i Danmark planerat för att förändra problemtyngda förorter, vilket ledde till regeringens Ghettoudspil, ett åtgärdspaket för att förbättra områdena. Åtgärderna omfattade reducering av allmännyttans bostadsbestånd, förtätning av bostadsområden samt ombildningar av allmännyttiga bostäder för att få blandade boendeformer. Utöver stadsplanering ingick sociala och polisiära insatser, där invandring från icke-europeiska länder begränsades för att minska problemen med segregation.

### Indragningar av barnbidrag
Som en del av ghettopaketet föreslogs att föräldrar vars barn ej infinner sig i skolan utan giltig anledning förlorar rätten till barnbidrag. Åtgärden syftade till att komma till rätta med problemet där barn skickas på "uppfostringsresor" till muslimska länder.